# Seanad Éireann
Seanad Éireann (IPA: ˈʃan̪ˠəd̪ˠ ˈeːɾʲən̪ˠ;  Senat Irlandii) – wyższa izba parlamentu Irlandii (Oireachtas). Powstała w 1922, a jej siedziba znajduje się w pałacu Leinster House w Dublinie, podobnie jak siedziba niższej izby parlamentu (Dáil Éireann). 

## Skład
Senat składa się z sześćdziesięciu osób:
- Jedenastu nominowanych przez premiera Irlandii
- Sześciu nominowanych przez absolwentów dwóch uczelni irlandzkich (National University of Ireland i Trinity College)
- Czterdziestu trzech wybieranych przez ciało elektorskie, na które składają się członkowie niższej i wyższej izby parlamentu oraz działacze samorządowi.

Przewodniczącym senatu jest Cathaoirleach.
Wiceprzewodniczącym senatu jest Leas-Chathaoirleach.

## Historia
4 października 2013 Irlandczycy w referendum wypowiadali się na temat ewentualnej likwidacji tej izby parlamentu. Likwidację popierał rząd premiera Endy Kenny’ego, sprzeciwiała się jej partia Fianna Fáil. Wbrew sondażom przy niskiej 39% frekwencji większość 51,7% głosujących opowiedziała się przeciwko likwidacji Senatu.

## Skład 26. Senatu Irlandii (2020 -)
| Partia                             | Liczba senatorów |
| Fianna Fáil                        | 20               |
| Fine Gael                          | 15               |
| Partia Pracy                       | 5                |
| Sinn Féin                          | 4                |
| Partia Zielonych                   | 4                |
| Sojusz na rzecz Godności Człowieka | 1                |
| Niezależni                         | 9                |
| wakat                              | 2                |
| Łącznie                            | 60               |

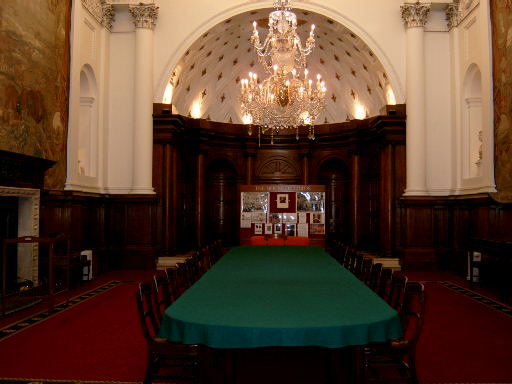
Jedno z wnętrz Seanad Éireann
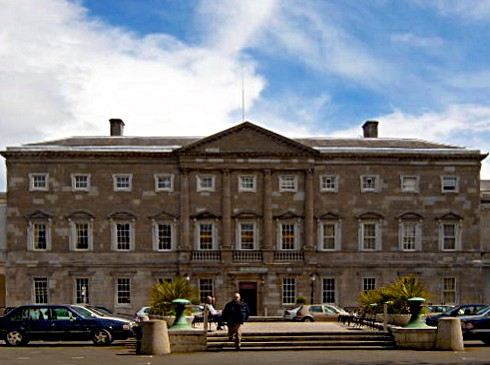
Leinster House
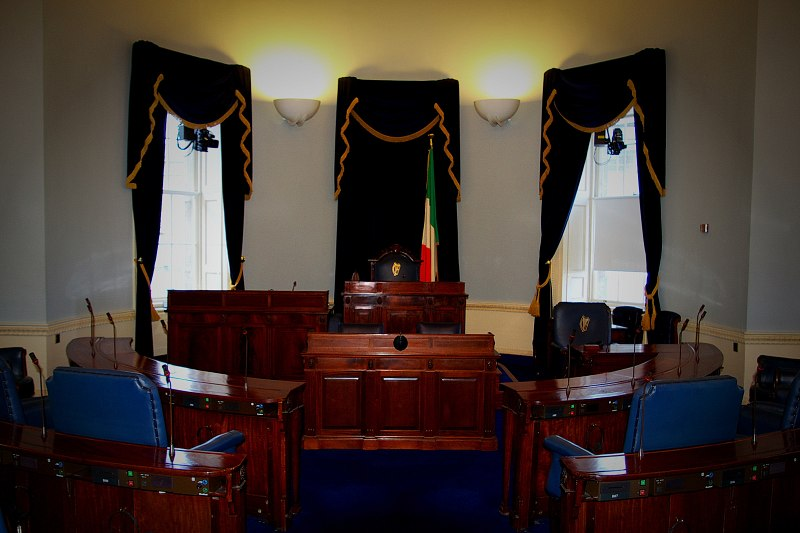
Seanad chamber